# Pantarbes willistoni
Pantarbes willistoni är en tvåvingeart som beskrevs av Osten Sacken 1887. Pantarbes willistoni ingår i släktet Pantarbes och familjen svävflugor. Inga underarter finns listade i Catalogue of Life.